# Зенитно-артилерийски комплекс
Зенитно-артилерийскяти комплекс е вид зенитна артилерийска система, използвана главно на корабите.
Предназначен е за изпълнение на задачи по противовъздушна и противоракетна отбрана в близката зона, явява се последна линия на отбрана на кораба от въздушно нападение. Характеризира се с висока скорострелност, малко време за реакция, автономно наведение по целта. Като правило действа в автоматичен режим, ръчното му управление е запазено като резервно.
В състава на ЗАК влиза автоматични оръдия калибър 20 – 40 mm. Благодарение на използването на сдвоени, четирицевни установки, а също и на оръдия с въртящ се блок стволове техническата скорострелност на тези системи се колебае от 600 до 10 000 изстрела в минута. Практическата им скорострелност е ограничена само от размера на готовия за бой боекомплект и необходимостта от охлаждане на стволовете след определен брой изстрели.
Появата на ЗАК е обусловено главно от появата на противокорабното ракетно оръжие и неговото успешно използване в редица локални конфликта. ЗАК за първи път се появяват на корабите от съветския флот през 1960-те години. Към 1980 г. флота на САЩ получава ЗАК „Вулкан-Фаланкс“. Впоследствие подобни системи се разработват от много страни.
Към най-разпространените ЗАК се отнасят „Вулкан-Фаланкс“ (САЩ), „Голкийпър“ (Нидерландия, Великобритания), „Сий гард“ (Швейцария, Италия, Великобритания), АК-230 и АК-630 (СССР/Русия), „Дардо“ (Италия), „Мерока“ (Испания).
| Сравнителни ТТХ на зенитно-артилерийските комплекси |        |        |                  |         |             |            |          |
| Характеристики                                      | АК-230 | АК-630 | „Вулкан-Фаланкс“ | „Дардо“ | „Голкийпър“ | „Сий Гард“ | „Мерока“ |
| Държава                                             |        |        |                  |         |             |            |          |
| Калибър, mm                                         | 30     | 30     | 20               | 40      | 30          | 25         | 20       |
| Брой стволове                                       | 2      | 6      | 6                | 2       | 7           | 4          | 12       |
| Скорострелност, изстрела/минута                     | 2100   | 5000   | 3000 – 4500      | 600     | 4200        | 3400       | 9000     |
| Далечина на стрелбата, km                           | 4      | 4      | 3,5              | 12,5    | 3           | 5          | 2        |
| Маса на снаряда, kg                                 | 0,36   | 0,39   | 0,12             | 0,96    | 0,36        | 0,5        | 0,12     |
| Начална скорост на снаряда, m/s                     | 1050   | 880    | 1000             | 1000    | 1150        | 1470       | 1215     |
| Маса на установката, t                              | 1,97   | 1,85   | 5,42             | 7,3     | 6,8         | 5,55       | 6,0      |